# Miyakoöarna

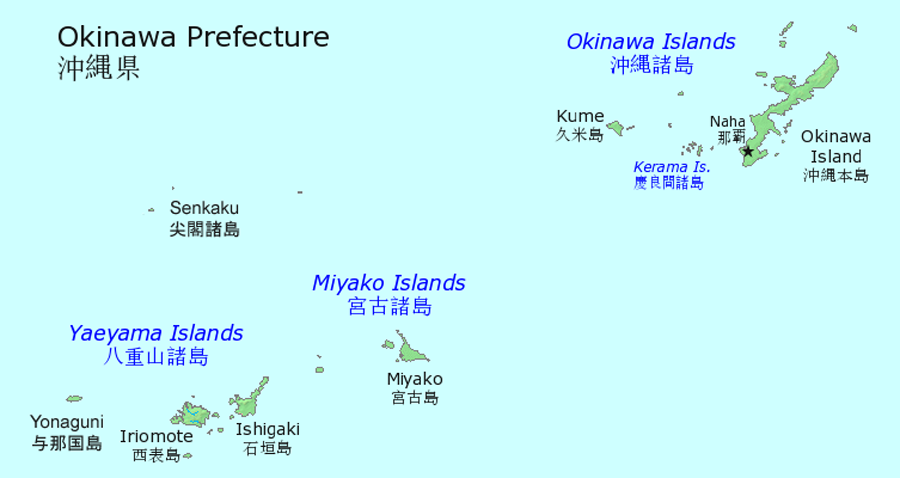
Lägeskarta

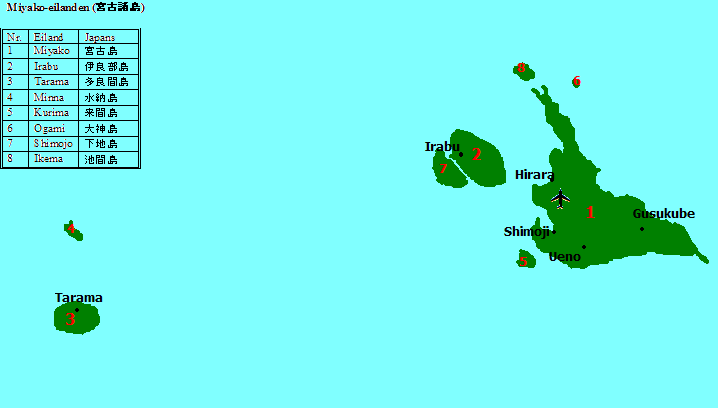
Miyakoöarna

Miyakoöarna (japanska: 宮古列島?, Miyako-rettō, eller 宮古諸島, Miyako-shotō) är en ögrupp bland Ryukyuöarna i nordvästra Stilla havet som tillhör Japan. 

## Geografi
Miyakoöarna ligger ca 300 sydväst om Okinawaöarna och cirka 250 kilometer öster om Taiwans norra spets.
Öarna är av vulkaniskt ursprung och har en areal om ca 226 km². Den högsta höjden är Mount Yokodake på cirka 115 m ö.h. och ligger på huvudön. Ögruppen består av 8 öar:
- Miyako-jima 宮古島, huvudön, ca 161 km².
- Ikema-jima, norr om huvudön
- Irabu-jima, väster om huvudön
- Kurima-jima, söder om huvudön
- Ōgami-jima, öster om huvudön
- Shimoji-shima, väster om huvudön
- Minna-jima, ca 45 km väster om huvudön
- Tarama-jima, ca 45 km väster om huvudön

- samt revområdena  Yabiji och Fudhi norr om Ikema-jima.

Ögruppen utgör tillsammans med Yaeyamaöarna den större ögruppen Sakishimaöarna.
Befolkningen uppgår till ca 52.000 (2015) där de flesta lever i huvudorten Hirara på Miyako-jima. 
Öarna Miyako-jima, Ikema-jima, Ōgami-jima, Kurima-jima, Irabu-jima och Shimoji-shima ingår Miyakojima stad. Öarna Tarama-jima och Minna-jima tillhör Tarama kommun.

## Historia
Ögruppen ingår i Okinawaöarna som alltid har varit ett viktigt handelscentrum i regionen. Öarna utgjorde mellan 1300-talet och 1800-talet ett oberoende kungadöme, Kungariket Ryukyu. Riket hade kontakter inte bara med grannarna Japan och Kina, utan också med exempelvis Borneo och Java. Sin självständighet behöll riket genom att betala tribut (brandskatt) till ömsom Kina, ömsom Japan.
1879 införlivades riket i Japan, och blev länet Okinawa.
Under andra världskriget utspelade sig under första halvan av 1945 ett av de största och betydande slagen i Stilla havet (Slaget om Okinawa) här. Området ockuperades sedan av USA som förvaltade öarna fram till 1972 då de återlämnades till Japan.
Den nuvarande indelningen med en stad och en kommun har gällt sedan 2005 då Miyakojima stad bildades genom en sammanslagning av Hirara stad och ett antal kommuner.